# Raimo Kuuluvainen
Raimo Kuuluvainen (Hollola, 23 april 1955 – Tampere, 29 maart 1999) was een profvoetballer uit Finland, die speelde als middenvelder gedurende zijn carrière. Hij beëindigde zijn actieve loopbaan in 1986 bij de Finse club KuPS Kuopio. Kuuluvainen overleed op 43-jarige leeftijd.

## Interlandcarrière
Kuuluvainen kwam – inclusief duels voor de olympische ploeg – in totaal zes keer uit voor de nationale ploeg van Finland in de periode 1975-1980. Hij maakte zijn debuut onder leiding van bondscoach Martti Kosma op 16 april 1975 in de officieuze vriendschappelijke uitwedstrijd tegen Nederland (1-1) in Den Haag, net als Errki Lehtinen, Hannu Hämäläinen en Jukka Pirinen. Kuuluvainen vertegenwoordigde zijn vaderland in 1980 bij de Olympische Spelen in Moskou, waar Finland werd uitgeschakeld in de eerste ronde.

## Erelijst
Ilves Tampere
- Fins landskampioen

1983
- Beker van Finland

1979